# Taiwan Fertilizer
Taiwan Fertilizer Co., Ltd (TFC, Taifer, chiń. 台灣肥料公司; pinyin Táiwān Féiliào Gōngsī) – przedsiębiorstwo chemiczne działające na Tajwanie
Firma została założona 1 maja 1946, jako państwowe przedsiębiorstwo należące do Ministerstwa Gospodarki, 1 maja 1999 została przekształcona w spółkę prywatną. Głównymi produktami Taiwan Fertilizer są nawozy mineralne (m.in siarczan amonu, mocznik, superfosfat, chlorek potasu, siarczan potasu) i naturalne oraz inne chemikalia (melamina, kwas sulfaminowy, amoniak, kwas azotowy, kwas siarkowy. 
W ramach przedsiębiorstwa funkcjonują cztery zakłady produkcyjne, zlokalizowane w:
- Keelung
- Miaoli
- Hualian
- Taizhong

## Źródła
- Informacje. taifer.com.tw. [zarchiwizowane z tego adresu (2017-05-19)]. na stronie firmy